# Poniemuń (rejon grodzieński)
Poniemuń (biał. Панямунь, Paniamuń; ros. Понемунь, Poniemuń) – część wsi Żukiewicze na Białorusi, położona w obwodzie grodzieńskim w rejonie grodzieńskim w sielsowiecie kopciowskim.

## Historia
Dawniej w województwie trockim Rzeczypospolitej Obojga Narodów. W czasach zaborów w granicach Imperium Rosyjskiego, w guberni grodzieńskiej. W latach 1921–1939 ówczesna wieś i folwark leżał w Polsce, w województwie białostockim, w powiecie grodzieńskim, w gminie Hornica (której siedzibą była Kopciówka).
Według Powszechnego Spisu Ludności z 1921 roku wieś zamieszkiwały 74 osoby, wszystkie były wyznania rzymskokatolickiego i zadeklarowały polską przynależność narodową a 77 białoruską. Było tu 12 budynków mieszkalnych.
Miejscowość należała do parafii rzymskokatolickiej w Grodnie i prawosławnej w Kopciówce. Podlegała pod Sąd Grodzki i Okręgowy w Grodnie; właściwy urząd pocztowy mieścił się w Kopciówce.
W wyniku napaści ZSRR na Polskę we wrześniu 1939 miejscowość znalazła się pod okupacją sowiecką. 2 listopada została włączona do Białoruskiej SRR. 4 grudnia 1939 włączona do nowo utworzonego obwodu białostockiego. Od czerwca 1941 roku pod okupacją niemiecką. 22 lipca 1941 r. włączona w skład okręgu białostockiego III Rzeszy. W 1944 miejscowość została ponownie zajęta przez wojska sowieckie i włączona do obwodu grodzieńskiego Białoruskiej SRR.
Od 1991 wchodzi w skład Białorusi.